# 河田潤一
河田 潤一（かわた じゅんいち、1948年9月15日 - ）は、日本の政治学者。大阪大学名誉教授。日本比較政治学会会長（2004 - 2006年）、日本政治学会理事。神戸市東灘区生まれ。

## 略歴
略歴は以下のとおり。

### 学歴
- 1971年3月 - 関西学院大学法学部政治学科卒業
- 1973年3月 - 神戸大学大学院法学研究科修士課程（公法専攻）修了
- 1976年3月 - 神戸大学大学院法学研究科博士課程（公法専攻）単位取得満期退学

### 職歴
- 1976年4月 - 甲南大学法学部講師
- 1978年4月 - 甲南大学法学部助教授
- 1984年4月 - 甲南大学法学部教授
- 1998年4月 - 大阪大学大学院法学研究科教授
- 2013年3月 - 大阪大学定年退官
- 2013年4月 - 神戸学院大学法学部教授[2]

## 受賞
- 2017年、日本政治法律学会より学会賞を受賞[3]。

## 門下生
- 坂本治也[要出典]
- 土居一雄[要出典]

## 著書

### 単著
- 『比較政治と政治文化』（ミネルヴァ書房, 1989年）

### 編著
- 『現代政治学入門』（ミネルヴァ書房, 1992年）
- Comparing Political Corruption and Clientelism , (Ashgate, 2006).
- 『汚職・腐敗・クライエンテリズムの政治学』（ミネルヴァ書房, 2008年）

### 共編著
- （西川知一）『政党派閥――比較政治学的研究』（ミネルヴァ書房, 1996年）
- （荒木義修）『ハンドブック政治心理学』（北樹出版, 2003年）

### 訳書
- チャールズ・P・ヘンリー『アメリカ黒人の文化と政治』（明石書店, 1993年）
- ジェイムズ・ジェニングズ『ブラック・エンパワーメントの政治――アメリカ都市部における黒人行動主義の変容』（ミネルヴァ書房, 1998年）
- ロバート・パットナム『哲学する民主主義――伝統と改革の市民的構造』（NTT出版, 2001年）
- ゲア・ルンデスタッド『ヨーロッパの統合とアメリカの戦略――統合による「帝国」への道』（NTT出版, 2005年）
- シーダ・スコッチポル『失われた民主主義――メンバーシップからマネージメントへ』慶應義塾大学出版会, 2007年）